# Kohkiluyeh og Buyer Ahmad (provins)
Kohkiluyeh og Buyer Ahmad (persisk: کهگیلویه و بویراحمد, Kohgilūyé o Boyer-Ahmad) er en af Irans 30 provinser. Den ligger i det sydvestlige del af Iran, og provinsens hovedby er Yasuj.
Provinsen dækker en areal på 15.504 km² og har en befolkning på ca. 695.000 mennesker.

## Historie
Provinsen var engang en del af provinsen Fars og indtil 23. juni, 1963 en del af provinsen Khusistan. Separationen var resultatet af optøjer som fandt sted den 13. juli, 1963. Det var i marts 1974 at Kohkiluyeh og Buyer Ahmad fik provinsstatus.
Provinsen har 132 registrerede bevaringsværdig bygninger af kulturel værdi og betydning.